# Blabla
A blabla – valaki számára – érthetetlen vagy értelmetlen beszédet, „halandzsát”, mellébeszélést jelent. Nemzetközi szó, amely valószínűleg a franciából terjedt el. A franciában minden bizonnyal a spanyol habla [abla] (< óspanyol fabla), ’beszéd’ jelentésű szó tréfás ikresítése, amelynek végső forrása a latin fabula, ’szóbeszéd, társalgás’. A szókezdő h- azzal magyarázható, hogy a latin f- a spanyolban sok esetben h-vá alakult (feltehetőleg az ibériai őslakosság valamely nem indoeurópai nyelvének hatására), majd a kiejtésben eltűnt.